# Steve Maltais
Steve Maltais (* 25. Januar 1969 in Arvida (heute Stadtteil von Saguenay), Québec) ist ein ehemaliger kanadischer Eishockeyspieler, der während seiner aktiven Laufbahn unter anderem für die Washington Capitals, Minnesota North Stars, Tampa Bay Lightning, Detroit Red Wings und Columbus Blue Jackets in der National Hockey League aktiv war. Seine erfolgreichste Zeit erlebte er bei den Chicago Wolves, mit denen er zweimal den Turner Cup und einmal den Calder Cup gewann. Als zweiter Spieler der Franchise-Geschichte der Wolves wurde seine Trikotnummer am 15. April 2006 vom Team offiziell gesperrt und seither an keinen Spieler mehr vergeben.

## Karriere
Steve Maltais begann seine aktive Laufbahn bei den Wexford Raiders in der MTHL, für die er von 1985 bis 1986 aktiv war. Danach schloss er sich den Cornwall Royals in der Ontario Hockey League an und ging für deren Mannschaft die folgenden drei Jahre aufs Eis. Während dieser Zeit wurde der Angreifer beim NHL Entry Draft 1987 in der dritten Runde an insgesamt 57. Position von den Washington Capitals ausgewählt. In der Saison 1989/90 debütierte Maltais für die Capitals in der National Hockey League und blieb in neun Einsätzen punktlos. Den Großteil der Spielzeit verbrachte er jedoch bei den Baltimore Skipjacks in der American Hockey League und war dort sogleich einer der punktbesten Spieler. In der darauffolgenden Saison gelang es ihm, seine Punkteausbeute zu steigern und in insgesamt 79 Partien 84 Scorerpunkte für die Skipjacks zu erzielen. Am 21. Juni 1991 wurde Maltais von den Washington Capitals in einem Tauschgeschäft zusammen mit Trent Klatt zu den Minnesota North Stars transferiert, im Austausch ging Shawn Chambers nach Washington. Nach zwölf Partien für die North Stars wurde er zu den Kalamazoo Wings in die International Hockey League geschickt, bei denen er in 48 Partien 56 Punkte erzielte. In derselben Spielzeit stand der Offensivakteur auch für die Halifax Citadels in der American Hockey League im Einsatz.

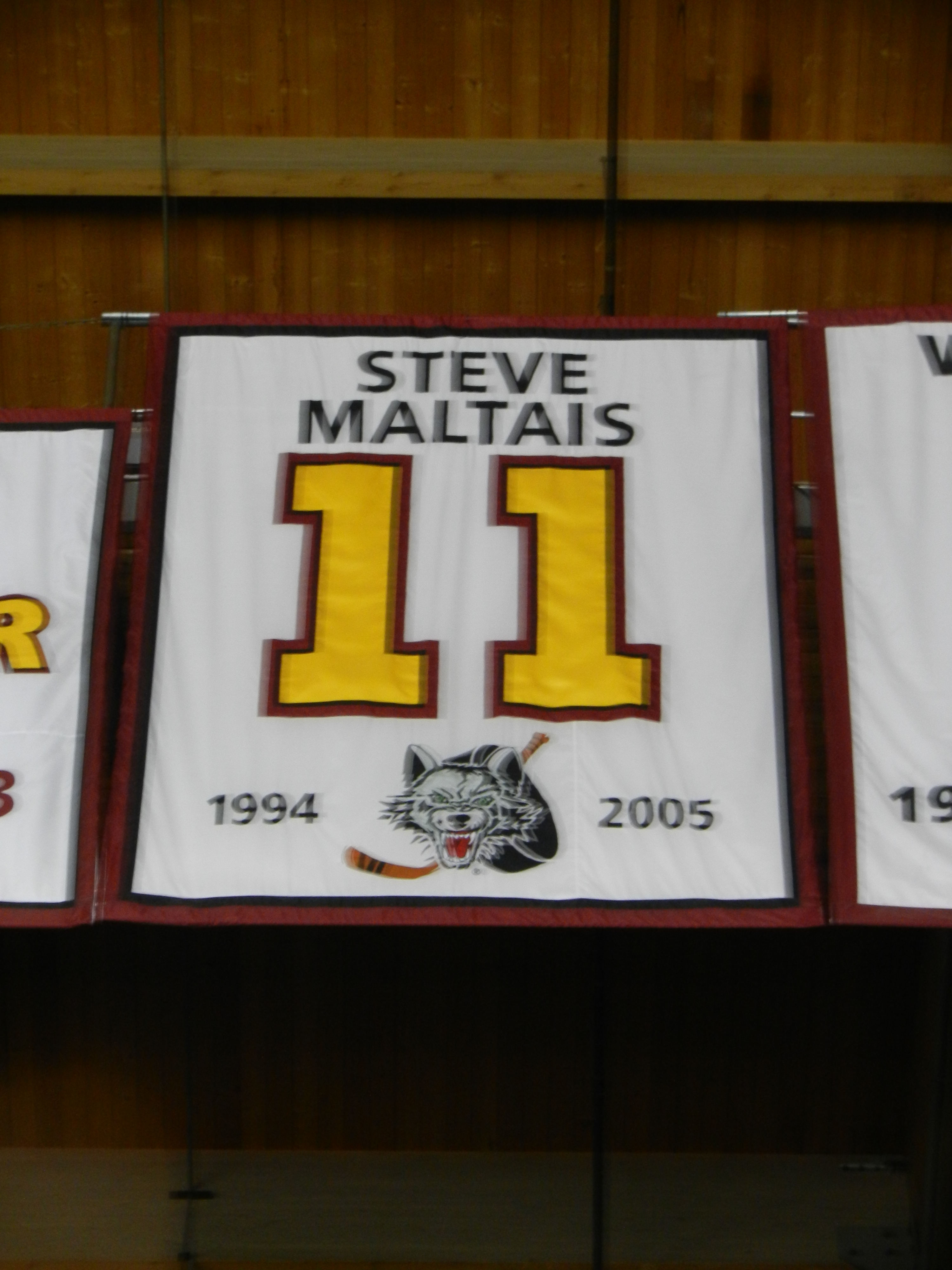
Banner zu Ehren von Maltais in der Allstate Arena

Am 8. März 1992 erfolgte ein erneuter Spielertausch, in dessen Folge der Kanadier im Austausch für Kip Miller zu den Québec Nordiques abgegeben wurde. Ohne eine Partie für die Nordiques absolviert zu haben, wählten ihn die Tampa Bay Lightning am 18. Juni 1992 beim NHL Expansion Draft aus. In der Premierensaison des Franchises bestritt Maltais 63 NHL-Spiele für die Lightning und verbuchte dabei 20 Punkte. Nach lediglich einem Jahr gaben ihn diese im Austausch für Dennis Vial an die Detroit Red Wings ab. Dort konnte er sich zu keinem Zeitpunkt durchsetzen und hatte nach einem Spieljahr lediglich vier Einsätze zu Buche stehen, in denen er eine Torvorlage gab. Beinahe die komplette Saison verbrachte der Angreifer bei deren Farmteam, den Adirondack Red Wings, in der American Hockey League. Obwohl er in 85 Partien für die Adirondack Red Wings insgesamt 100 Punkte erzielt hatte, wurde sein Vertrag zum Saisonende 1993/94 nicht verlängert. Am 8. September 1994 unterzeichnete Maltais bei den Chicago Wolves in der International Hockey League. In seiner ersten Saison bei den Wolves wurde er sogleich zum Mannschaftskapitän des neuen Teams ernannt, in derselben Spielzeit verfehlte er nur knapp die 100 Punkte-Marke und schloss die Spielzeit 1994/95 mit 99 Scorerpunkten aus 82 Partien ab. In der darauffolgenden Saison gelangen ihm in 81 Spielen der Regular Season 122 Punkte. In den folgenden drei Jahren übertraf er jeweils die 100-Punkte-Marke und gewann in der Saison 1997/98 mit den Chicago Wolves erstmals den Turner Cup.
Zwei Jahre später wurde dieser Erfolg wiederholt und Maltais mit der Leo P. Lamoureux Memorial Trophy als bester Scorer der regulären Saison ausgezeichnet. Außerdem erhielt er den Ironman Award überreicht und wurde nach 1995 und 1999 zum dritten Mal ins IHL First All-Star Team gewählt. Am 6. Oktober 2000 unterzeichnete der Angreifer einen Vertrag bei den Columbus Blue Jackets und ging im Saisonverlauf in 26 Partien für das Team aufs Eis, in denen er drei Punkte erzielte. In derselben Saison wurde er erneut zu den Chicago Wolves geschickt und hatte dort sogleich wieder eine Führungsposition in der Mannschaft inne. In der Saison 2001/02 gewann er mit der Mannschaft erstmals den Calder Cup. Die Mannschaft setzte sich dabei in der Finalserie in fünf Partien gegen die Bridgeport Sound Tigers durch. In den folgenden Jahren konnte Maltais nicht mehr ganz an seine früheren Erfolge anknüpfen und erreichte die 100 Punkte-Marke nicht mehr. Der Angreifer zählte jedoch weiterhin zu den torgefährlichsten Spielern der Liga und wurde nach der Saison 2002/03 mit der John B. Sollenberger Trophy als punktbester Spieler der regulären Saison ausgezeichnet. In der Spielzeit Saison 2004/05 gelang ihm mit den Wolves nochmals der Einzug in die Finalspiele um den Calder Cup, verlor die Serie jedoch in vier Spielen gegen die Philadelphia Phantoms. Im Anschluss an diese Saison beendete er seine aktive Laufbahn.
Mit 839 Einsätzen, 454 Toren, 497 Assists, 951 Scorerpunkten und 1061 Strafminuten hält Maltais alle relevanten Franchise-Rekorde der Chicago Wolves. Seine Trikotnummer 11 wurde am 15. April 2006 von den Wolves offiziell gesperrt und wird seither an keinen Spieler mehr vergeben.

## Erfolge und Auszeichnungen
| - 1989 OHL Second All-Star Team - 1995 IHL First All-Star Team - 1996 IHL Second All-Star Team - 1997 IHL Second All-Star Team - 1998 Turner-Cup-Gewinn mit den Chicago Wolves - 1999 IHL First All-Star Team - 2000 IHL First All-Star Team | - 2000 Ironman Award - 2000 Leo P. Lamoureux Memorial Trophy - 2000 Turner-Cup-Gewinn mit den Chicago Wolves - 2002 Calder-Cup-Gewinn mit den Chicago Wolves - 2003 John B. Sollenberger Trophy - 2004 AHL Second All-Star Team |